# Вик-сюр-Сер
Вик-сюр-Сер (фр. Vic-sur-Cère, окс. Vic de Cera) — коммуна во Франции, находится в регионе Овернь. Департамент — Канталь. Административный центр кантона Вик-сюр-Сер. Округ коммуны — Орийак.
Код INSEE коммуны — 15258.
Коммуна расположена приблизительно в 440 км к югу от Парижа, в 100 км южнее Клермон-Феррана, в 16 км к северо-востоку от Орийака.

## Население
Население коммуны на 2008 год составляло 1985 человек.
| 1962 | 1968 | 1975 | 1982 | 1990 | 1999 | 2006 |
| ---- | ---- | ---- | ---- | ---- | ---- | ---- |
| 1721 | 1782 | 1963 | 2066 | 1968 | 1890 | 1985 |

## Экономика
В 2007 году среди 1205 человек в трудоспособном возрасте (15—64 лет) 888 были экономически активными, 317 — неактивными (показатель активности — 73,7 %, в 1999 году было 68,0 %). Из 888 активных работали 817 человек (436 мужчин и 381 женщина), безработных было 71 (33 мужчины и 38 женщин). Среди 317 неактивных 72 человека были учениками или студентами, 128 — пенсионерами, 117 были неактивными по другим причинам.

## Фотогалерея

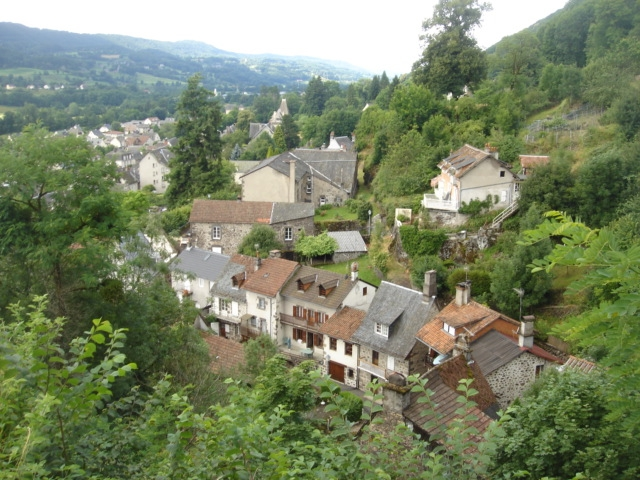
Вик-сюр-Сер
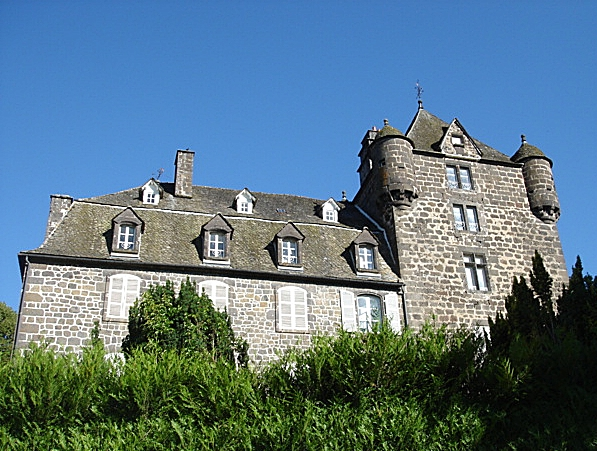
Замок Комбла
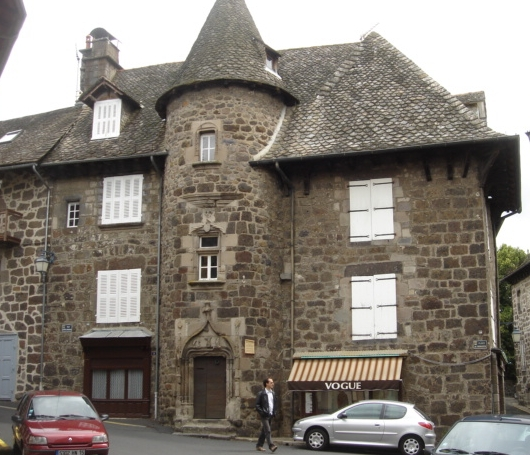
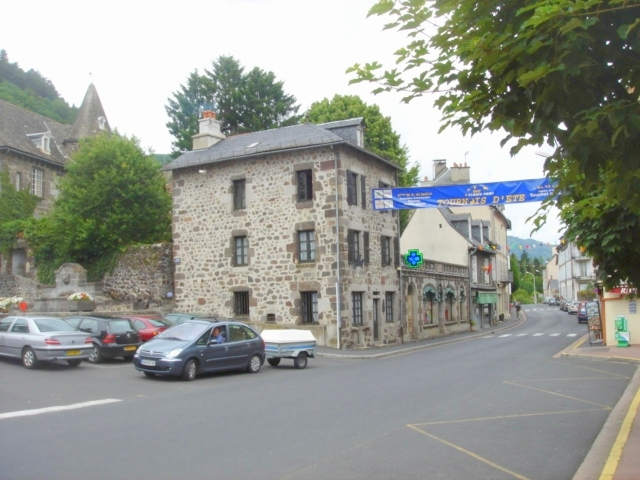
Вик-сюр-Сер